# Clive Wilderspin
Clive Wilderspin est un joueur australien de tennis né le 3 avril 1930 et mort le 13 novembre 2021. Finaliste en double à Roland-Garros et à l'Open d'Australie.

## Carrière
En 1946 il remporte un tournoi senior à Subiaco et ne compte qu'une défaite pendant ces années de Juniors. Champion Juniors en simple à l'Open d'Australie en 1949.
Finaliste à Roland Garros en 1953 en double avec Mervyn Rose contre Lew Hoad / Ken Rosewall (6-2, 6-1, 6-1) et à l'Open d'Australie en 1954 avec Neale Fraser contre Mervyn Rose / Rex Hartwig (6-3, 6-4, 6-2).
Quart de finaliste en simple de l'Open d'Australie en 1953.
Demi-finale en mixte à l'open d'Australie 1954 avec Dorn Fogarty.
Finaliste en simple à Perth en 1950, il perd face à Frank Sedgman (6-0, 6-2, 6-1). 
Victoires sur Mervyn Rose en quart de finale du Tournoi du Queen's en 1953 et sur Lew Hoad en 1/8 de finale de l'Open d'Australie en 1953 également.
Il a été introduit en 1988 au Western Australian Hall of Champions.

## Palmarès (partiel)

### Finales en double messieurs
| No | Date       | Nom et lieu du tournoi          | Catégorie | Surface      | Vainqueurs              | Partenaire   | Score         |          |
| -- | ---------- | ------------------------------- | --------- | ------------ | ----------------------- | ------------ | ------------- | -------- |
| 1  | 20-05-1953 | Internationaux de France Paris  | G. Chelem | Terre (ext.) | Lew Hoad Ken Rosewall   | Mervyn Rose  | 6-2, 6-1, 6-1 | Parcours |
| 2  | 22-01-1954 | Australian Championships Sydney | G. Chelem | Gazon (ext.) | Mervyn Rose Rex Hartwig | Neale Fraser | 6-3, 6-4, 6-2 | Parcours |

## Référence
1. ↑  (en) « Vale Clive Wilderspin OAM », sur Tennis West (consulté le 30 septembre 2023)
2. ↑  Western Australian Hall of Champions
3. ↑  Tennis Archives